# Quercus helferiana
Quercus helferiana — вид рослин з родини букових (Fagaceae); поширений по всій південно-східній Азії та в Індокитайському регіоні.

## Опис
Дерево досягає 20 м заввишки, але в незахищених місцях часто низькорослий. Стовбур досягає 1 м у діаметрі. Кора дуже шорстка, бура, з товстими хребтами. Молоді гілочки з іржавим запушенням, стають голими у віці 3 років. Листки 12–20 × 4–9 см, вічнозелені, довгасто-еліптичні, овальні або еліптично-ланцетні; молоде листя густо запушене; верхівка загострена до тупої; основи округла або широко клиноподібна; край округло-зубчастий у верхівковій половині; верх гладкий, блискучий, голий, за винятком основи середньої жилки; низ сіро-коричнево запушений; ніжка листка товста, 1–2(3) см завдовжки. Жіночі квітки у багатоквіткових колосках. Жолудь сплощений, 1–1.6 × 1.5–2.2 см; дозріває 1 рік.
Період цвітіння: березень — квітень.

## Середовище проживання
Населяє індійські штати Аруначал-Прадеш, Ассам і Маніпур, південь Китаю, Лаос, М'янму, Таїланд, В'єтнам.
Зростає в тропічних і помірних зонах; росте на висотах 900–2000 м. Він був знайдений на сухих південних схилах у чистих дубових лісах. Також населяє сосново-гірські, гірські та відкриті дубово-діптерокарпові ліси.

## Використання
Вид має міцну тверду деревину, стійку до термітів і містить велику кількість таніну, а тому є дуже цінною. Деревина використовується для важких будівельних робіт.